# Amboseli nationalpark
Amboseli nationalpark (engelska: Amboseli National Park, tidigare Maasai Amboseli Game Reserve) är en nationalpark i södra Kenya som täcker flera stora sumpmarksområden. Amboseli National Park ligger 1 129 meter över havet. Den 392 km² stora nationalparken inrättades 1974 och sköts av Kenya Wildlife Service, lokala myndigheter och massajsamhället. 
Nationalparken är Kenyas tredje mest besökta efter Masai Mara och Nakurusjöns nationalpark.